# Stenoperla prasinus
Stenoperla prasinus là một loài côn trùng trong họ Eustheniidae thuộc bộ Plecoptera. Loài này được Newman miêu tả năm 1845.